# Pycnogonum gibberum
Pycnogonum gibberum is een zeespin uit de familie Pycnogonidae. De soort behoort tot het geslacht Pycnogonum. Pycnogonum gibberum werd in 1963 voor het eerst wetenschappelijk beschreven door Marcus & du Bois Reymond-M.. 